# Viola comollia
Viola comollia Massara – gatunek roślin z rodziny fiołkowatych (Violaceae). Występuje naturalnie w Alpach – w północnych Włoszech. 

## Morfologia
PokrójBylina dorastająca do 9 cm wysokości, tworzy kłącza.
LiścieBlaszka liściowa ma kształt od owalnego do okrągławego. Mierzy 1–3,5 cm długości oraz 1–3 cm szerokości, jest karbowana na brzegu, ma sercowatą nasadę i ostry lub tępy wierzchołek. Ogonek liściowy jest nagi i ma 2–5 cm długości. Przylistki są lancetowate i osiągają 10–15 mm długości.
KwiatyPojedyncze, wyrastające z kątów pędów. Mają działki kielicha o podługowato lancetowatym kształcie i dorastające do 5–6 mm długości. Płatki są odwrotnie jajowate i mają purpurową barwę, dolny płatek posiada zakrzywioną ostrogę o długości 3-4 mm.
OwoceTorebki o kulistym kształcie.